# Håndbold under sommer-OL 2024 (mænd)
Herrernes håndbold turnering under sommer-OL 2024 blev afviklet i Paris i Frankrig, 27. juli - 11. august 2024. Kampene blev spillet i Paris Expo Porte de Versailles, der under OL hed Paris Sud Arena 6. Der deltog tolv hold i turneringen.

## Medaljefordeling
| Medaljetagere | Medaljetagere | Medaljetagere | Medaljetagere |
| ------------- | ------------- | --- | ------------- |
| Guld          | Sølv          | Bronze |               |
|               |               | Spanien Gonzalo Pérez de Vargas (c) (GK) · Jorge Maqueda · Alex Dujshebaev · Rodrigo Corrales (GK) · Adrià Figueras · Imanol Garciandia · Abel Serdio · Agustín Casado · Aleix Gómez · Ian Tarrafeta · Miguel Sánchez-Migallón · Daniel Dujshebaev · Kauldi Odriozola · Daniel Fernández · Javier Rodríguez Træner: Jordi Ribera |               |

## Gruppespil
Holdene var delt op i 2 grupper med 6 hold i hver, hvor de skal spille mod hver modstander én gang. Holdene fik 2 point for en sejr og 1 point ved en uafgjort kamp. De 4 øverst placerede hold gik videre til kvartfinalerne.

### Gruppe A
| Pos | Hold      | K | V | U | T | M+  | M-  | MF  | P | Kvalifikation |
| --- | --------- | - | - | - | - | --- | --- | --- | - | ------------- |
| 1   | Tyskland  | 5 | 4 | 0 | 1 | 162 | 144 | +18 | 8 | Kvartfinaler  |
| 2   | Slovenien | 5 | 3 | 0 | 2 | 140 | 142 | −2  | 6 | Kvartfinaler  |
| 3   | Spanien   | 5 | 3 | 0 | 2 | 151 | 148 | +3  | 6 | Kvartfinaler  |
| 4   | Sverige   | 5 | 3 | 0 | 2 | 158 | 139 | +19 | 6 | Kvartfinaler  |
| 5   | Kroatien  | 5 | 2 | 0 | 3 | 148 | 156 | −8  | 4 |               |
| 6   | Japan     | 5 | 0 | 0 | 5 | 143 | 173 | −30 | 0 |               |

| 27. juli 2024 Klokken 09:00 | Spanien | 25-22   | Slovenien | Paris Sud Arena 6, Paris Dommere: Charlotte Bonaventura, Julie Bonaventura (FRA) |
| 27. juli 2024 Klokken 09:00 | Gomez 7 | (8-11)  | Bombac 5  | Paris Sud Arena 6, Paris Dommere: Charlotte Bonaventura, Julie Bonaventura (FRA) |
| 27. juli 2024 Klokken 09:00 | 3×      | Rapport | 5×        | Paris Sud Arena 6, Paris Dommere: Charlotte Bonaventura, Julie Bonaventura (FRA) |

| 27. juli 2024 Klokken 14:00 | Kroatien   | 30-29   | Japan       | Paris Sud Arena 6, Paris Dommere: Lars Jorum, Havard Kleven (NOR) |
| 27. juli 2024 Klokken 14:00 | Sostaric 6 | (13-18) | Yasuhira 10 | Paris Sud Arena 6, Paris Dommere: Lars Jorum, Havard Kleven (NOR) |
| 27. juli 2024 Klokken 14:00 | 3×         | Rapport | 4×          | Paris Sud Arena 6, Paris Dommere: Lars Jorum, Havard Kleven (NOR) |

| 27. juli 2024 Klokken 19:00 | Tyskland | 30-27   | Sverige | Paris Sud Arena 6, Paris Tilskuere: Mads Hansen, Jesper Madsen Dommere: DEN |
| 27. juli 2024 Klokken 19:00 | Uscins 8 | Rapport | Wanne 8 | Paris Sud Arena 6, Paris Tilskuere: Mads Hansen, Jesper Madsen Dommere: DEN |
| 27. juli 2024 Klokken 19:00 | 1×       |         | 2×      | Paris Sud Arena 6, Paris Tilskuere: Mads Hansen, Jesper Madsen Dommere: DEN |

| 29. juli 2024 Klokken 09:00 | Japan      | 26-37   | Tyskland | Paris Sud Arena 6, Paris Dommere: Adam Biro, Oliver Kiss (HUN) |
| 29. juli 2024 Klokken 09:00 | Fujisaka 6 | (10-21) | Uscins 7 | Paris Sud Arena 6, Paris Dommere: Adam Biro, Oliver Kiss (HUN) |
| 29. juli 2024 Klokken 09:00 | 3×         | Rapport | 1×       | Paris Sud Arena 6, Paris Dommere: Adam Biro, Oliver Kiss (HUN) |

| 29. juli 2024 Klokken 11:00 | Slovenien     | 31-29   | Kroatien                       | Paris Sud Arena 6, Paris Dommere: Gjorgji Nachevski, Slave Mikolov (MKD) |
| 29. juli 2024 Klokken 11:00 | Janc 8 Vlah 8 | (13-13) | Sostaric 5 Srna 5 Martinovic 5 | Paris Sud Arena 6, Paris Dommere: Gjorgji Nachevski, Slave Mikolov (MKD) |
| 29. juli 2024 Klokken 11:00 | 5× 1×         | Rapport | 8× 1×                          | Paris Sud Arena 6, Paris Dommere: Gjorgji Nachevski, Slave Mikolov (MKD) |

| 29. juli 2024 Klokken 16:00 | Sverige                          | 29-26   | Spanien     | Paris Sud Arena 6, Paris Dommere: Vaclav Horacek, Jiri Novotny |
| 29. juli 2024 Klokken 16:00 | Karlsson 5 Pellas 5 Bergendahl 5 | (11-11) | Fernandez 7 | Paris Sud Arena 6, Paris Dommere: Vaclav Horacek, Jiri Novotny |
| 29. juli 2024 Klokken 16:00 | 4× 1×                            | Rapport | 5× 1×       | Paris Sud Arena 6, Paris Dommere: Vaclav Horacek, Jiri Novotny |

| 31. juli 2024 Klokken 11:00 | Kroatien     | 31-26   | Tyskland | Paris Sud Arena 6, Paris Dommere: Vaclav Horacek, Jiri Novoyny (CZE) |
| 31. juli 2024 Klokken 11:00 | Martinovic 9 | (15-13) | Golla 8  | Paris Sud Arena 6, Paris Dommere: Vaclav Horacek, Jiri Novoyny (CZE) |
| 31. juli 2024 Klokken 11:00 | 5× 1×        | Rapport |          | Paris Sud Arena 6, Paris Dommere: Vaclav Horacek, Jiri Novoyny (CZE) |

| 31. juli 2024 Klokken 14:00 | Spanien     | 37-33   | Japan                 | Paris Sud Arena 6, Paris Dommere: Ivan Pavicevic, Milos Raznatovic (MNE) |
| 31. juli 2024 Klokken 14:00 | Odriozola 6 | (20-18) | Yasuhira 7 Fujisaka 7 | Paris Sud Arena 6, Paris Dommere: Ivan Pavicevic, Milos Raznatovic (MNE) |
| 31. juli 2024 Klokken 14:00 | 1×          | Rapport | 1×                    | Paris Sud Arena 6, Paris Dommere: Ivan Pavicevic, Milos Raznatovic (MNE) |

| 31. juli 2024 Klokken 16:00 | Slovenien | 29-24   | Sverige | Paris Sud Arena 6, Paris Dommere: Arthur Brunner, Morad Salah (SUI) |
| 31. juli 2024 Klokken 16:00 | Janc 10   | (15-14) | Wanne 6 | Paris Sud Arena 6, Paris Dommere: Arthur Brunner, Morad Salah (SUI) |
| 31. juli 2024 Klokken 16:00 | 4× 1×     | Rapport | 3× 1×   | Paris Sud Arena 6, Paris Dommere: Arthur Brunner, Morad Salah (SUI) |

| 2. august 2024 Klokken 14:00 | Kroatien     | 27-38   | Sverige  | Paris Sud Arena 6, Paris Dommere: Charlotte Bonaventura, Julie Bonaventura (FRA) |
| 2. august 2024 Klokken 14:00 | Martinovic 8 | (15-18) | Pellas 9 | Paris Sud Arena 6, Paris Dommere: Charlotte Bonaventura, Julie Bonaventura (FRA) |
| 2. august 2024 Klokken 14:00 | 4× 1×        | Rapport | 3×       | Paris Sud Arena 6, Paris Dommere: Charlotte Bonaventura, Julie Bonaventura (FRA) |

| 2. august 2024 Klokken 16:00 | Tyskland | 33-31   | Spanien  | Paris Sud Arena 6, Paris Dommere: Gjorgji Nachevski, Slave Nikolov (MKD) |
| 2. august 2024 Klokken 16:00 | Uscins 8 | (20-18) | Gomez 10 | Paris Sud Arena 6, Paris Dommere: Gjorgji Nachevski, Slave Nikolov (MKD) |
| 2. august 2024 Klokken 16:00 | 5×       | Rapport | 3×       | Paris Sud Arena 6, Paris Dommere: Gjorgji Nachevski, Slave Nikolov (MKD) |

| 2. august 2024 Klokken 19:00 | Japan      | 28-29   | Slovenien | Paris Sud Arena 6, Paris Dommere: Mads Hansen, Jesper Madsen (DEN) |
| 2. august 2024 Klokken 19:00 | Yasuhira 8 | (15-15) | Vlah 14   | Paris Sud Arena 6, Paris Dommere: Mads Hansen, Jesper Madsen (DEN) |
| 2. august 2024 Klokken 19:00 | 7×         | Rapport | 6× 1×     | Paris Sud Arena 6, Paris Dommere: Mads Hansen, Jesper Madsen (DEN) |

| 4. august 2024 Klokken 09:00 | Sverige    | 40-27   | Japan     | Paris Sud Arena 6, Paris Dommere: Robert Schulze, Tobias Toennies (GER) |
| 4. august 2024 Klokken 09:00 | Karlsson 6 | (16-9)  | Sugioka 9 | Paris Sud Arena 6, Paris Dommere: Robert Schulze, Tobias Toennies (GER) |
| 4. august 2024 Klokken 09:00 | 2×         | Rapport | 2×        | Paris Sud Arena 6, Paris Dommere: Robert Schulze, Tobias Toennies (GER) |

| 4. august 2024 Klokken 14:00 | Tyskland  | 36-29   | Slovenien | Paris Sud Arena 6, Paris Dommere: Lars Jorum, Havard Kleven (NOR) |
| 4. august 2024 Klokken 14:00 | Haefner 7 | (23-14) | Horzen 7  | Paris Sud Arena 6, Paris Dommere: Lars Jorum, Havard Kleven (NOR) |
| 4. august 2024 Klokken 14:00 | 1×        | Rapport | 1×        | Paris Sud Arena 6, Paris Dommere: Lars Jorum, Havard Kleven (NOR) |

| 4. august 2024 Klokken 21:00 | Spanien     | 32-31   | Kroatien  | Paris Sud Arena 6, Paris Dommere: Vaclav Horacek, Jiri Novotny (CZE) |
| 4. august 2024 Klokken 21:00 | Rodriguez 6 | (20-15) | Klarica 7 | Paris Sud Arena 6, Paris Dommere: Vaclav Horacek, Jiri Novotny (CZE) |
| 4. august 2024 Klokken 21:00 | 2×          | Rapport | 6× 1×     | Paris Sud Arena 6, Paris Dommere: Vaclav Horacek, Jiri Novotny (CZE) |

### Gruppe B
| Pos | Hold      | K | V | U | T | M+  | M-  | MF  | P  | Kvalifikation |
| --- | --------- | - | - | - | - | --- | --- | --- | -- | ------------- |
| 1   | Danmark   | 5 | 5 | 0 | 0 | 165 | 133 | +32 | 10 | Kvartfinaler  |
| 2   | Egypten   | 5 | 3 | 1 | 1 | 148 | 140 | +8  | 7  | Kvartfinaler  |
| 3   | Norge     | 5 | 3 | 0 | 2 | 139 | 136 | +3  | 6  | Kvartfinaler  |
| 4   | Frankrig  | 5 | 2 | 1 | 2 | 129 | 131 | −2  | 5  | Kvartfinaler  |
| 5   | Ungarn    | 5 | 1 | 0 | 4 | 137 | 138 | −1  | 2  |               |
| 6   | Argentina | 5 | 0 | 0 | 5 | 131 | 171 | −40 | 0  |               |

| 27. juli 2024 Klokken 11:00 | Ungarn | 32-35   | Egypten       | Paris Sud Arena 6, Paris Dommere: Gjorji Nachevski, Slave Nikolov (MKD) |
| 27. juli 2024 Klokken 11:00 | Imre 7 | (15-19) | Omar 9 Adel 9 | Paris Sud Arena 6, Paris Dommere: Gjorji Nachevski, Slave Nikolov (MKD) |
| 27. juli 2024 Klokken 11:00 | 4×     | Rapport | 2× 1×         | Paris Sud Arena 6, Paris Dommere: Gjorji Nachevski, Slave Nikolov (MKD) |

| 27. juli 2024 Klokken 16:00 | Norge      | 36-31   | Argentina | Paris Sud Arena 6, Paris Dommere: Vaclav Horacek, Jiri Novotny (CZE) |
| 27. juli 2024 Klokken 16:00 | Grøndahl 8 | (22-15) | Simonet 5 | Paris Sud Arena 6, Paris Dommere: Vaclav Horacek, Jiri Novotny (CZE) |
| 27. juli 2024 Klokken 16:00 | 1×         | Rapport | 3×        | Paris Sud Arena 6, Paris Dommere: Vaclav Horacek, Jiri Novotny (CZE) |

| 27. juli 2024 Klokken 21:00 | Danmark              | 37-29   | Frankrig | Paris Sud Arena 6, Paris Dommere: Robert Schultze, Tobias Toennies (GER) |
| 27. juli 2024 Klokken 21:00 | Gidsel 11 Pytlick 11 | (18-17) | Descat 7 | Paris Sud Arena 6, Paris Dommere: Robert Schultze, Tobias Toennies (GER) |
| 27. juli 2024 Klokken 21:00 | 1×                   | Rapport | 4× 1×    | Paris Sud Arena 6, Paris Dommere: Robert Schultze, Tobias Toennies (GER) |

| 29. juli 2024 Klokken 14:00 | Egypten                 | 27-30   | Danmark              | Paris Sud Arena 6, Paris Dommere: Bojan Lah, David Sok (SLO) |
| 29. juli 2024 Klokken 14:00 | Omar 5 Elderaa 5 Adel 5 | (9-19)  | Gidsel 8 Arnoldsen 8 | Paris Sud Arena 6, Paris Dommere: Bojan Lah, David Sok (SLO) |
| 29. juli 2024 Klokken 14:00 | 3× 1×                   | Rapport | 3× 1×                | Paris Sud Arena 6, Paris Dommere: Bojan Lah, David Sok (SLO) |

| 29. juli 2024 Klokken 19:00 | Frankrig | 22-27   | Norge   | Paris Sud Arena 6, Paris Dommere: Ignacio Garcia, Andreu Marin Lorente (ESP) |
| 29. juli 2024 Klokken 19:00 | Mem 10   | (11-16) | Blonz 7 | Paris Sud Arena 6, Paris Dommere: Ignacio Garcia, Andreu Marin Lorente (ESP) |
| 29. juli 2024 Klokken 19:00 | 1×       | Rapport | 2×      | Paris Sud Arena 6, Paris Dommere: Ignacio Garcia, Andreu Marin Lorente (ESP) |

| 29. juli 2024 Klokken 21:00 | Argentina | 25-35   | Ungarn | Paris Sud Arena 6, Paris Dommere: Robert Schultze, Tobias Toennies (GER) |
| 29. juli 2024 Klokken 21:00 | Simonet 5 | (12-17) | Imre 7 | Paris Sud Arena 6, Paris Dommere: Robert Schultze, Tobias Toennies (GER) |
| 29. juli 2024 Klokken 21:00 | 4× 2×     | Rapport | 3×     | Paris Sud Arena 6, Paris Dommere: Robert Schultze, Tobias Toennies (GER) |

| 31. juli 2024 Klokken 09:00 | Norge   | 26-25   | Ungarn                  | Paris Sud Arena 6, Paris Dommere: Bojan Lah, David Sok |
| 31. juli 2024 Klokken 09:00 | Blonz 9 | (11-13) | Banhidi 6 Bodo 6 Imre 6 | Paris Sud Arena 6, Paris Dommere: Bojan Lah, David Sok |
| 31. juli 2024 Klokken 09:00 | 4×      | Rapport | 2×                      | Paris Sud Arena 6, Paris Dommere: Bojan Lah, David Sok |

| 31. juli 2024 Klokken 19:00 | Frankrig   | 26-26   | Egypten | Paris Sud Arena 6, Paris Dommere: Mirza Kurtagic, Mattias Wetterwik (SWE) |
| 31. juli 2024 Klokken 19:00 | Fabregas 5 | (11-15) | Omar 8  | Paris Sud Arena 6, Paris Dommere: Mirza Kurtagic, Mattias Wetterwik (SWE) |
| 31. juli 2024 Klokken 19:00 | 3×         | Rapport | 2×      | Paris Sud Arena 6, Paris Dommere: Mirza Kurtagic, Mattias Wetterwik (SWE) |

| 31. juli 2024 Klokken 21:00 | Danmark   | 38-27   | Argentina | Paris Sud Arena 6, Paris Dommere: Youcef Belkhiri, Sidali Hamidi (ALG) |
| 31. juli 2024 Klokken 21:00 | Gidsel 13 | (19-14) | Parker 6  | Paris Sud Arena 6, Paris Dommere: Youcef Belkhiri, Sidali Hamidi (ALG) |
| 31. juli 2024 Klokken 21:00 | 5×        | Rapport | 4× 2× 1×  | Paris Sud Arena 6, Paris Dommere: Youcef Belkhiri, Sidali Hamidi (ALG) |

| 2. august 2024 Klokken 09:00 | Ungarn | 25-28   | Danmark          | Paris Sud Arena 6, Paris Dommere: Ignacio Garcia, Andreu Marin Lorente (ESP) |
| 2. august 2024 Klokken 09:00 | Ilic 5 | (14-16) | Mathias Gidsel 8 | Paris Sud Arena 6, Paris Dommere: Ignacio Garcia, Andreu Marin Lorente (ESP) |
| 2. august 2024 Klokken 09:00 | 6×     | Rapport | 1×               | Paris Sud Arena 6, Paris Dommere: Ignacio Garcia, Andreu Marin Lorente (ESP) |

| 2. august 2024 Klokken 11:00 | Argentina | 21-28   | Frankrig | Paris Sud Arena 6, Paris Dommere: Ivan Pavicevic, Milos Raznatovic (MNE) |
| 2. august 2024 Klokken 11:00 | Parker 7  | (8-15)  | Descat 8 | Paris Sud Arena 6, Paris Dommere: Ivan Pavicevic, Milos Raznatovic (MNE) |
| 2. august 2024 Klokken 11:00 | 4×        | Rapport | 1×       | Paris Sud Arena 6, Paris Dommere: Ivan Pavicevic, Milos Raznatovic (MNE) |

| 2. august 2024 Klokken 21:00 | Norge      | 25-26    | Egypten | Paris Sud Arena 6, Paris Dommere: Robert Schulze, Tobias Toennies |
| 2. august 2024 Klokken 21:00 | Reinkind 7 | (13-14)  | Omar 7  | Paris Sud Arena 6, Paris Dommere: Robert Schulze, Tobias Toennies |
| 2. august 2024 Klokken 21:00 | 2× 1×      | Rapport] | 2×      | Paris Sud Arena 6, Paris Dommere: Robert Schulze, Tobias Toennies |

| 4. august 2024 Klokken 11:00 | Egypten          | 34-27   | Argentina | Paris Sud Arena 6, Paris Dommere: Adam Biro, Oliver Kiss (HUN) |
| 4. august 2024 Klokken 11:00 | Zein 6 Elderaa 6 | (14-15) | Pizarro 6 | Paris Sud Arena 6, Paris Dommere: Adam Biro, Oliver Kiss (HUN) |
| 4. august 2024 Klokken 11:00 | 4×               | Rapport | 1×        | Paris Sud Arena 6, Paris Dommere: Adam Biro, Oliver Kiss (HUN) |

| 4. august 2024 Klokken 16:00 | Ungarn | 20-24   | Frankrig | Paris Sud Arena 6, Paris Dommere: Mads Hansen, Jesper Madsen (DEN) |
| 4. august 2024 Klokken 16:00 | Imre 6 | (8-11)  | Prandi 7 | Paris Sud Arena 6, Paris Dommere: Mads Hansen, Jesper Madsen (DEN) |
| 4. august 2024 Klokken 16:00 |        | Rapport | 2× 1×    | Paris Sud Arena 6, Paris Dommere: Mads Hansen, Jesper Madsen (DEN) |

| 4. august 2024 Klokken 19:00 | Danmark   | 32-25   | Norge      | Paris Sud Arena 6, Paris Dommere: Gjorgji Nachevski, Slave Nikolov (MKD) |
| 4. august 2024 Klokken 19:00 | Pytlick 9 | (17-12) | Reinkind 6 | Paris Sud Arena 6, Paris Dommere: Gjorgji Nachevski, Slave Nikolov (MKD) |
| 4. august 2024 Klokken 19:00 | 3× 1×     | Rapport | 4×         | Paris Sud Arena 6, Paris Dommere: Gjorgji Nachevski, Slave Nikolov (MKD) |

## Slutspillet

### Oversigt
|  | Kvartfinalerne | Kvartfinalerne |            |    | Semifinalerne | Semifinalerne |  |  | Finale | Finale |
|  |                |                |            |    |               |               |  |  |        |        |
|  | 7. august      |                |            |    |               |               |  |  |        |        |
|  |                |                |            |    |               |               |  |  |        |        |
|  | Tyskland       | 35             |            |    |               |               |  |  |        |        |
|  | Tyskland       | 35             | 9. august  |    |               |               |  |  |        |        |
|  | Frankrig       | 34             |            |    |               |               |  |  |        |        |
|  | Frankrig       | 34             | Tyskland   | 25 |               |               |  |  |        |        |
|  | 7. august      |                | Tyskland   | 25 |               |               |  |  |        |        |
|  |                | Spanien        | 24         |    |               |               |  |  |        |        |
|  | Spanien        | Spanien        | 24         | 29 |               |               |  |  |        |        |
|  | Spanien        |                | 11. august | 29 |               |               |  |  |        |        |
|  | Egypten        | 28             |            |    |               |               |  |  |        |        |
|  | Egypten        | 28             | Tyskland   | 26 |               |               |  |  |        |        |
|  | 7. august      |                | Tyskland   | 26 |               |               |  |  |        |        |
|  |                | Danmark        | 39         |    |               |               |  |  |        |        |
|  | Norge          | Danmark        | 39         | 28 |               |               |  |  |        |        |
|  | Norge          | 9. august      |            | 28 |               |               |  |  |        |        |
|  | Slovenien      | 32             |            |    |               |               |  |  |        |        |
|  | Slovenien      | 32             | Slovenien  | 30 |               |               |  |  |        |        |
|  | 7. august      |                | Slovenien  | 30 |               |               |  |  |        |        |
|  |                | Danmark        | 31         |    | Bronzekamp    | Bronzekamp    |  |  |        |        |
|  | Danmark        | Danmark        | 31         | 32 | Bronzekamp    | Bronzekamp    |  |  |        |        |
|  | Danmark        |                | 11. august | 32 |               |               |  |  |        |        |
|  | Sverige        | 31             |            |    |               |               |  |  |        |        |
|  | Sverige        | 31             | Spanien    | 23 |               |               |  |  |        |        |
|  |                |                |            |    |               |               |  |  |        |        |
|  | Slovenien      | 22             |            |    |               |               |  |  |        |        |
|  | Slovenien      | 22             |            |    |               |               |  |  |        |        |

### Kvartfinaler
| 7. august 2024 Klokken 09:30 | Spanien               | 29–28 (E.f.s.) | Egypten       | Stade Pierre-Mauroy, Lille Tilskuere: 25,697 Dommere: Horáček, Novotný (CZE) |
| 7. august 2024 Klokken 09:30 | Gómez 9               | (8–12)         | Y. El-Deraa 8 | Stade Pierre-Mauroy, Lille Tilskuere: 25,697 Dommere: Horáček, Novotný (CZE) |
| 7. august 2024 Klokken 09:30 | 2×                    | Rapport        | 5×            | Stade Pierre-Mauroy, Lille Tilskuere: 25,697 Dommere: Horáček, Novotný (CZE) |
| 7. august 2024 Klokken 09:30 | FT: 25–25 E.f.s.: 4–3 |                |               | Stade Pierre-Mauroy, Lille Tilskuere: 25,697 Dommere: Horáček, Novotný (CZE) |

| 7. august 2024 13:30 | Tyskland              | 35–34 (E.f.s.) | Frankrig | Stade Pierre-Mauroy, Lille Tilskuere: 27,014 Dommere: Hansen, Madsen (DEN) |
| 7. august 2024 13:30 | Uščins 14             | (14–17)        | Mem 10   | Stade Pierre-Mauroy, Lille Tilskuere: 27,014 Dommere: Hansen, Madsen (DEN) |
| 7. august 2024 13:30 | 3×                    | Rapport        | 6× 1×    | Stade Pierre-Mauroy, Lille Tilskuere: 27,014 Dommere: Hansen, Madsen (DEN) |
| 7. august 2024 13:30 | FT: 29–29 E.f.s.: 6–5 |                |          | Stade Pierre-Mauroy, Lille Tilskuere: 27,014 Dommere: Hansen, Madsen (DEN) |

| 7. august 2024 17:30 | Danmark   | 32–31   | Sverige | Stade Pierre-Mauroy, Lille Tilskuere: 26,449 Dommere: C. Bonaventura, J. Bonaventura (FRA) |
| 7. august 2024 17:30 | Pytlick 9 | (16–16) | Claar 7 | Stade Pierre-Mauroy, Lille Tilskuere: 26,449 Dommere: C. Bonaventura, J. Bonaventura (FRA) |
| 7. august 2024 17:30 | 3× 2×     | Rapport | 4× 1×   | Stade Pierre-Mauroy, Lille Tilskuere: 26,449 Dommere: C. Bonaventura, J. Bonaventura (FRA) |

| 7. august 2024 21:30 | Norge   | 28–33   | Slovenien | Stade Pierre-Mauroy, Lille Tilskuere: 26,406 Dommere: García, Marín (ESP) |
| 7. august 2024 21:30 | Blonz 7 | (12–16) | Vlah 11   | Stade Pierre-Mauroy, Lille Tilskuere: 26,406 Dommere: García, Marín (ESP) |
| 7. august 2024 21:30 | 4×      | Rapport | 1×        | Stade Pierre-Mauroy, Lille Tilskuere: 26,406 Dommere: García, Marín (ESP) |

### Semifinaler
| 9. august 2024 16:30 | Tyskland | 25–24   | Spanien     | Stade Pierre-Mauroy, Lille Tilskuere: 22,745 Dommere: Nachevski, Nikolov (MKD) |
| 9. august 2024 16:30 | Uščins 6 | (12–12) | Fernández 5 | Stade Pierre-Mauroy, Lille Tilskuere: 22,745 Dommere: Nachevski, Nikolov (MKD) |
| 9. august 2024 16:30 | 1×       | Rapport | 1×          | Stade Pierre-Mauroy, Lille Tilskuere: 22,745 Dommere: Nachevski, Nikolov (MKD) |

| 9. august 2024 21:30 | Slovenien      | 30–31   | Danmark     | Stade Pierre-Mauroy, Lille Dommere: Horáček, Novotný (CZE) |
| 9. august 2024 21:30 | Bombač, Vlah 7 | (10–15) | M. Landin 6 | Stade Pierre-Mauroy, Lille Dommere: Horáček, Novotný (CZE) |
| 9. august 2024 21:30 | 3×             | Rapport | 1×          | Stade Pierre-Mauroy, Lille Dommere: Horáček, Novotný (CZE) |

### Bronze kamp
| 11. august 2024 09:00 | Spanien | 23–22   | Slovenien | Stade Pierre-Mauroy, Lille Tilskuere: 17,242 Dommere: Hansen, Madsen (DEN) |
| 11. august 2024 09:00 | Gómez 5 | (12–12) | Dolenec 6 | Stade Pierre-Mauroy, Lille Tilskuere: 17,242 Dommere: Hansen, Madsen (DEN) |
| 11. august 2024 09:00 | 2×      | Rapport | 3×        | Stade Pierre-Mauroy, Lille Tilskuere: 17,242 Dommere: Hansen, Madsen (DEN) |

### Finale
| 11. august 2024 13:30 | Tyskland | 26–39 | Danmark | Stade Pierre-Mauroy, Lille Dommere: Lah, Sok (SLO) |
| 11. august 2024 13:30 | (12–21)  |       |         | Stade Pierre-Mauroy, Lille Dommere: Lah, Sok (SLO) |
| 11. august 2024 13:30 | Rapport  |       |         | Stade Pierre-Mauroy, Lille Dommere: Lah, Sok (SLO) |

## Rangering og statistik
| Rangering                        | Hold      |
| -------------------------------- | --------- |
| 1                                | Danmark   |
| 2. plads, sølvmedaljemodtager(e) | Tyskland  |
| 3                                | Spanien   |
| 4                                | Slovenien |
| 5                                | Egypten   |
| 6                                | Norge     |
| 7                                | Sverige   |
| 8                                | Frankrig  |
| 9                                | Kroatien  |
| 10                               | Ungarn    |
| 11                               | Japan     |
| 12                               | Argentina |

| Position     | Spiller |
| ------------ | ------- |
| Målmand      |         |
| Venstre fløj |         |
| Venstre back |         |
| Playmaker    |         |
| Højre back   |         |
| Højre fløj   |         |
| Stregspiller |         |
| MVP          |         |

| Rangering | Navn            | Mål | Skud | %  |
| --------- | --------------- | --- | ---- | -- |
| 1         | Mathias Gidsel  | 11  | 12   | 92 |
| 1         | Simon Pytlick   | 11  | 13   | 85 |
| 3         | Kosuke Yasuhira | 10  | 15   | 67 |
| 4         | Yahia Omar      | 9   | 12   | 75 |
| 4         | Ahmed Adel      | 9   | 13   | 69 |
| 6         | Hampus Wanne    | 8   | 9    | 89 |
| 6         | Renārs Uščins   | 8   | 10   | 80 |
| 6         | Tobias Grøndahl | 8   | 12   | 67 |
| 9         | Hugo Descat     | 7   | 8    | 88 |
| 9         | Aleix Gómez     | 7   | 9    | 78 |
| 9         | Bence Imre      | 7   | 10   | 70 |

| Rangering | Navn                    | %    | Redninger | Skud |
| --------- | ----------------------- | ---- | --------- | ---- |
| 1         | Niklas Landin Jacobsen  | 45.5 | 15        | 33   |
| 2         | Gonzalo Pérez de Vargas | 44.1 | 15        | 34   |
| 3         | Urban Lesjak            | 40.0 | 4         | 10   |
| 4         | Kristian Sæverås        | 38.5 | 5         | 13   |
| 5         | Andreas Palicka         | 36.1 | 13        | 36   |
| 6         | Daisuke Okamoto         | 36.0 | 9         | 25   |
| 7         | Andreas Wolff           | 34.2 | 13        | 38   |
| 8         | Torbjørn Bergerud       | 31.3 | 10        | 32   |
| 9         | Matej Mandić            | 26.7 | 4         | 15   |
| 10        | Klemen Ferlin           | 26.1 | 6         | 23   |